# الرسالة (فلم)
الرسالة (بالإنجليزية: The Message) هو فيلم دراما ملحمي إسلامي صدر سنة 1976، من إخراج وإنتاج مصطفى العقاد. يؤرخ الفيلم لحياة وزمان النبي محمد، حيث يسلط الضوء على بداية الدعوة الإسلامية والتحديات التي واجهها المسلمون الأوائل من اضطهاد قريش، مع التركيز على قصة حمزة بن عبد المطلب عم الرسول، وإسلامه الذي منح المسلمين قوة وعزة، وشجاعته التي تجلت في معارك الدعوة، حتى استشهاده في غزوة أحد نتيجة مؤامرة انتقامية.
تم إصدار «الرسالة» في نسختين مصورتين بشكل منفصل باللغتين العربية والإنجليزية، وهو بمثابة مقدمة للتاريخ الإسلامي المبكر. يضم طاقم الممثلين العالميين أنتوني كوين، إيرين باباس، ومايكل أنسارا، وجوني سيكا، ومايكل فوريست، وأندريه موريل، وجاريك هاجون، وداميان طوماس، ومارتن بنسن. لقد كان إنتاجًا دوليًا مشتركًا بين ليبيا والمغرب ولبنان وسوريا والمملكة المتحدة.
تم ترشيح موسيقى الفيلم لجائزة الأوسكار لأفضل موسيقى تصويرية في حفل توزيع جوائز الأوسكار الخمسون، والتي ألفها موريس جار، لكنه خسر الجائزة لصالح حرب النجوم (من تأليف جون ويليامز). وقدم الزعيم الليبي آنذاك معمر القذافي غالبية الدعم المالي.

## القصة
يبدأ الفيلم في مكة حيث ينزل الوحي على الرسول محمد ﷺ، ويبدأ بدعوة من حوله إلى الإسلام. فكره سادة مكة ما يدعوا إليه فقرروا تعذيب متبعيه كي يرتدوا عن دينه. وعلى رأس معارضيه أبو جهل وأبو لهب فعذبوا بلالاً وعماراً مع والديه سمية وياسر حتى قتلا. واضطر عمار للارتداد مكرهاً. ثم جهر المسلمون بدينهم وأسلم واحد من أقوى رجال مكة وهو حمزة غير أن التعذيب اشتد على المسلمين فأمر رسول الله أصحابه بالهجرة إلى الحبشة. حاول سادة مكة استعادة المهاجرين ففشلوا ثم قاموا بحصار المسلمين بشعب أبي طالب الذي انتهى بسرعة كما بدأ وبعد موت أبي طالب عم رسول الله قصد رسول الله مع زيد مدينة الطائف عله يجد نصيراً لكنهم آذوه إيذاءً شديداً. وجاء وفد من أهل يثرب للحج وأعلنوا إسلامهم في بيعة العقبة الثانية فأمر رسول الله بالهجرة إلى يثرب وحاول سادة مكة أن يقتلوه قبيل هجرته ففشلوا واستطاع رسول الله الوصول إلى يثرب حيث بنى فيها مسجداه وبيته.
وصلت أخبار باستيلاء قريش على أموال المهاجرين أذن الله لهم بالقتال فخرج المسلمون لبدر يريدون قافلة قريش التي جهزت جيشا لقتال المسلمين. فوقع بينهما قتال وقتل من خرج من سادة اقريش وانهزم المشركون. أقسمت هند على قتل حمزة لأنه قتل أباها عتبة إضافة إلى أخيها وعمها. بدأ زوجها أبو سفيان يجمع الجموع لمعركة جديدة فالتقى مع المسلمين في أحد فانهزم جيشه بادئ الأمر لكن خالد بن الوليد حول الهزيمة لصالحه. وقتل في تلك المعركة حمزة على يد وحشي فقدمت إليه هند وأخرجت كبده وأكلته. قصد المسلمون مكة يريدون العمرة فمنعهم سادة مكة واتفقوا على توقف الحرب بينهم عشر سنين.
استغل رسول الله تلك المدة في الدعوة وأرسل رسله إلى كل مكان ليعلم الناس بالإسلام وتأثر لذلك عمرو وخالد فذهبا إلى المدينة المنورة وأعلنا إسلامهما. ثم نقض مجموعة من شباب مكة على رأسهم عكرمة الصلح. وجاء أبو سفيان إلى رسول الله يطلب منه التمديد فرفض وبدأ يجمع الجموع لفتح مكة وتأثر أبو سفيان برسول الله ودينه فأسلم. وفي اليوم التالي دخل المسلمون مكة مكبرين مهللين وحامدين وحطموا الأصنام التي فيها ثم ينتقل الفيلم إلى أهم ما قاله رسول الله في حجة الوداع وخطبة الوداع في مشهد يصل تاريخ الإسلام بحاضره اليوم الذي ما يزال يرفع فيه الآذان بالمساجد وطواف حجاج بيت الله الحرام مشهد الدين الذي بدأ بفرد واحد.

## طاقم التمثيل

### بطولة النسخة العربية
- عبد الله غيث في دور حمزة بن عبد المطلب.
- منى واصف في دور هند بنت عتبة.
- أحمد مرعي في دور زيد بن حارثة.
- محمد العربي في دور عمار بن ياسر.
- علي أحمد سالم في دور بلال بن رباح.
- محمود سعيد في دور خالد بن الوليد.
- محمد حسن الجندي في دور أبو جهل.
- حمدي غيث في دور أبو سفيان.
- سناء جميل في دور سمية.
- عبد الوارث عسر في دور ياسر.
- منير معاصري في دور جعفر بن أبي طالب.
- عبد الرحيم الزرقاني في دور أبو طالب.
- عبد البديع العربي في دور عتبة.
- عبد الغني قمر في دور أمية بن خلف.
- أشرف عبد الغفور في دور مصعب.
- محمود السباع في دور ابن سلول.
- عبد العظيم عبد الحق في دور النجاشي.
- محمد توفيق في دور الرجل الأدرد.
- أحمد أباظة في دور أبو لهب.
- محمد وفيق في دور عمرو.
- حبيب العجيلي في دور حذيفة.
- ملك الجمل في دور عروة.
- عبد الفتاح الوسيع في دور عبادة.
- الطيب الصديقي في دور الوليد.
- مارتن بنسن في دور كسرى.
- رونالد لي هنت في دور هرقل.
- ريمون جبارة في دور سنان الشاعر.
- محمد الساحلي في دور المرابي.
- منير شماعة في دور الكاهن الأسقف.
- ديميان توماس في دور عداس.
- عبد الله العمراني في دور عكرمة.
- عمران راغب المدنيني في دور سهيل.
- محمد صبيح في دور سراقة.
- أحمد عبد الحليم في دور أريقط.
- سالم قدارة في دور وحشي.
- شعبان القبلاوي في دور البراء.

### بطولة النسخة الإنجليزية
- أنطوني كوين في دور حمزة بن عبد المطلب.
- أيرين باباس في دور هند بنت عتبة.
- مايكل أنسارا في دور أبو سفيان بن حرب.
- جوني سيكا في دور بلال بن رباح.
- مايكل فوريست في دور خالد بن الوليد.
- ديميان توماس في دور زيد بن حارثة.
- اندري موريل في دور أبو طالب.
- مارتين بنسن في دور أبو جهل.
- روبرت براؤن في دور عتبة بن ربيعة.
- روزالي كروتشلي في دور سمية بنت خياط.
- محمد حسن الجندي في دور كسرى الأول.
- أحمد مرعي في دور عداس.

### ممثلون شاركوا بالنسختين العربية والإنجليزية
- ديميان توماس في دور عداس بالنسخة العربية وفي دور زيد بن حارثة بالنسخة الإنجليزية.
- حسن الجندي في دور أبو جهل بالنسخة العربية وفي دور كسرى بالنسخة الإنجليزية.
- مارتن بنسن في دور كسرى بالنسخة العربية وفي دور أبو جهل بالنسخة الإنجليزية.
- سالم قدارة في دور وحشي في كلا النسختين.
- رونالد لي هنت في دور هرقل في كلا النسختين.
- حبيب العجيلي في دور حذيفة في كلا النسختين.
- منير شماعة في دور الأسقف في كلا النسختين.
- أحمد عبد الحليم في دور أريقط في كلا النسختين.
- أحمد مرعي في دور زيد بن حارثة بالنسخة العربية وفي دور عداس بالنسخة الإنجليزية.

## الإنتاج

### التصوير
تم تصوير أغلب مشاهد الفيلم في المغرب وليبيا، وتم ذلك في نسختين واحدة باللغة العربية وأخرى باللغة الإنجليزية، أشرف المخرج  مصطفى العقاد على الإنتاج الذي بلغت تكلفته حوالي 10 ملايين دولار أمريكي، وحققت النسخة الأجنبية وحدها أرباحًا تقدر بأكثر من 10 أضعاف هذا المبلغ.[بحاجة لمصدر] علما بأن الفيلم ترجم إلى 12 لغة، وحصل على تمويل من الكويت والمغرب وليبيا.

### الكتابة
عمل على كتابة السيناريو نحو ستة كتّاب أبرزهم الكاتب الأيرلندي الشهير هاري كريج والذي كتب سيناريو لورنس العرب ولاحقًا النسخة الإنجليزية لفيلم أسد الصحراء والذي أقام في فندق «نيل هيلتون» بالقاهرة لمدة سنة كاملة، متعاونًا في الكتابة مع عبد الحميد جودة السحار وتوفيق الحكيم وأحمد شلبي وكاتبين آخرين من طرف الأزهر.[بحاجة لمصدر]

### اختيار الممثلين

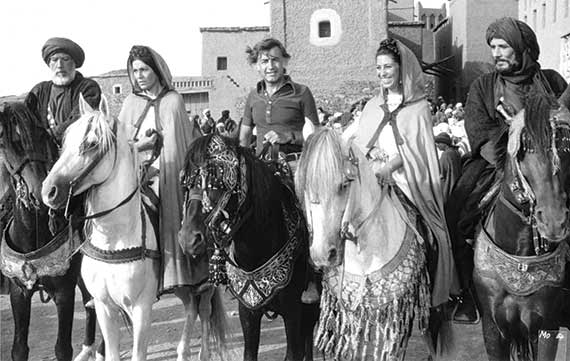
صورة لمصطفى العقاد على الحصان مع أنتوني كوين وإيرين باباس ومنى واصف وعبد الله غيث

تم اختيار الممثل المصري عبد الله غيث لبطولة النسخة العربية في دور حمزة بن عبد المطلب، بينما كانت النسخة الإنجليزية من بطولة النجم العالمي أنتوني كوين في نفس الدور. وعلى الجانب النسائي، أدّت الممثلة السورية منى واصف دور هند بنت عتبة، فيما جسدت الممثلة العالمية إيرين باباس الشخصية نفسها في النسخة الإنجليزية.
ضم الطاقم أيضًا عددًا من الممثلين من مختلف البلدان العربية، من بينهم النجم المغربي محمد حسن الجندي، كما شارك عدد من الممثلين الليبيين في أدوار متفاوتة، منهم عبد الفتاح الوسيع بدور عبادة بن الصامت، ومحمد الساحلي بدور التاجر المرابي، وعيسى عبد الحفيظ الذي لعب دور رجل دلّ كفار قريش على موقع رسول وصاحبه الصديق، وعمران المدنيني الذي ظهر في لقطة صلح الحديبية كمفاوض باسم قريش.
أما أبرز الأدوار الليبية فكان من نصيب الفنانين علي أحمد سالم بدور بلال بن رباح، وسالم قدارة بدور وحشي بن حرب، قاتل حمزة بن عبد المطلب.

### الموسيقى التصويرية
الموسيقى التصويرية كانت من تأليف الملحن الفرنسي الشهير موريس جار، وهو نفسه صاحب موسيقى فيلمي لورنس العرب وأسد الصحراء.
تم ترشيح موسيقى الفيلم لجائزة الأوسكار لأفضل موسيقى تصويرية في حفل توزيع جوائز الأوسكار الخمسون، لكنها خسرت الجائزة.

## الاستقبال
يذكر أن الأزهر وافق على سيناريو الفيلم في نهاية السبعينيات من القرن الماضي واعتبر أن المحظور تجسيدهم في الأفلام السينمائية هم فقط العشرة المبشرون بالجنة وليس من بينهم حمزة، إلا أنه تراجع عن هذا الموقف، حيث قال أمين عام مجمع البحوث الإسلامية رجب بيومي عن أسباب منع الفيلم: هذا الفيلم تم فيه تجسيد شخصية حمزة عم الرسول عليه الصلاة والسلام، وهو من أهل الجنة. يقول العقاد: في فيلم الرسالة واجهتنا صعوبة في الكشف عن وجوه كل من الرسول وخلفائه الراشدين ولم نستطع إظهار صورهم، ولا أصواتهم، ولا حتي ظلالهم طوال أحداث الفيلم لما في ذلك من حساسية عند جمهور المسلمين، وبالتالي كانت ثمة صعوبة في وضع شخصية محورية في السيناريو يتتبع المشاهد، وخاصة الغربي المتعود علي بطل في أفلامه، فما كان علينا إلا أن اخترنا حمزة ولكنه قتل مبكراً في معركة أحد ليترك لنا فراغاً. كما تمت الموافقة عليه من قبل المجلس الإسلامي الشيعي الأعلى في لبنان.
وقد واجه الفيلم مشكلة المنع من العرض في الدول العربية حتى وقت قريب حيث بدأت قنوات التلفزيون الفضائية بعرضه. وتم تكريم المخرج السوري العالمي مصطفى العقاد في أكثر من مهرجان في دمشق وحلب وتم تسمية جائزة خاصة باسم مصطفى العقاد في مهرجان دمشق السينمائي الدولي، وعلى الرغم من انتشاره علي أشرطة الفيديو والأقراص المدمجة في العالم كله، والأغرب من ذلك كله أن ملف فيلم الرسالة ما زال في الرقابة التي لا تجد اعتراضاً رقابياً عليه. وقد أكد رئيس الرقابة المركزية على المصنفات الفنية السمعية والبصرية في مصر مدكور ثابت: أن إدارته طلبت من الأزهر التصريح بعرض فيلم الرسالة بنسختيه العربية والإنجليزية بعد 22 سنة من حظره في مصر ومنعت في الوقت نفسه عرض الفيلم الأمريكي بروس القادر على كل شيء لإساءته للأديان السماوية. برغم ذلك، واجه الفيلم انتقادات كثيرة وعرض أخيرا على القناة الأولى المصرية في فترة قريبة.
طرح الفلم لقضايا خلافية كان قد أدىّ للمعارضة القوية للجانب السعودي من أجل توقيف الفيلم الذي كان بدأ تصويره في المغرب بعد 6 أشهر من الشروع فيه وتمويل ليبيا للمشروع والمساهمة في إخراجه إلى النور. بضغوط دينية سعودية، ألزمت المغرب بالانسحاب من المشروع فاضطر فريق عمل فيلم الرسالة إلي الذهاب إلي الصحراء الليبية لتكملة الفيلم. وبالفعل أُكمل الفيلم في ليبيا وجرت أحداثه في الصحراء الليبية وخاصة معركتي بدر وأُحد في مدينة سبها في قلب صحراء الجنوب الليبي، والبقية كانت بضواحي العاصمة الليبية طرابلس بتشجيع ليبي علي كل المستويات الرسمية والشعبية.

## الجوائز والترشيحات
- رشح لجائزة الأوسكار لأفضل موسيقى تصويرية.

## وصلات خارجية
- محمد: رسول الله: مراجعة من قبل مارك ديمنغ لنيويورك تايمز.
- الرسالة على موقع IMDb (الإنجليزية)
- الرسالة على موقع روتن توميتوز (الإنجليزية)
- الرسالة على موقع قاعدة بيانات الأفلام العربية
- الرسالة على موقع ألو سيني (الفرنسية)
- الرسالة على موقع Turner Classic Movies (الإنجليزية)
- الرسالة على موقع أول موفي (الإنجليزية)
- الرسالة على موقع فيلمافينيتي (الإسبانية)
- الرسالة على موقع قاعدة بيانات الأفلام السويدية (السويدية)
- الرسالة على موقع قاعدة بيانات الفيلم (الإنجليزية)
- الرسالة على موقع ليتربوكسد (الإنجليزية)